# Колхозчи (футбольний клуб)
Футбольний клуб «Колхозчи» або просто «Колхозчи» — туркменський професіональний футбольний клуб із міста Тюркменгала Марийського велаяту.

## Історія
Футбольний клуб «Колхозчи» було засновано в місті Тюркменгала в 1992 році. У 1992 році він дебютував в першому незалежному Чемпіонаті Туркменістану серед клубів Вищої ліги, який завершив на 10-му місці. У 1993 році, спочатку клуб не претендував на місця в першій шістці, що борються за чемпіонство, а потім доклав максимум зусиль для того, щоб не вилетіти з чемпіонату. Проте, в наступному році «Колхозчи» не приєднався до участі в чемпіонатах Туркменістану. Пізніше клуб виступав у Першій лізі.

## Досягнення
- Чемпіонат Туркменістану
  - 9-те місце (1) — 1993

- Кубок Туркменістану
  - 1/8 фіналу (1) — 1993